# 張量積模型變換
张量积模型轉換（tensor product model transformation）是由Baranyi和Yam

提出的數學模型，是高階奇異值分解的重要概念。可以將函數（可能是解析解，或是由類神經網路或模糊逻辑所得的函數）轉換為張量積（TP）函數型式。假若找不到對應的轉換，此方式可以找到近似的張量積函數。因此張量積模型變換可以在精確度以及複雜度之間作一取捨。支撐此轉換的主要概念是高階奇異值分解（HOSVD）。
張量積模型變換除了是函數的轉換外，也是qLPV（準線性變參數控制）為基礎控制中的新概念，是識別以及多胞形（polytopic）系統理論之間的串接的重要工具。張量積模型變換在凸包多胞形式的處理上非常的有效，已有結果證明在現在以LMI（線性矩陣不等式）為基礎的控制理論中，凸包多胞形式的處理是達到最佳解以及降低保守性（conservativeness）的必要及關鍵步驟。因此，張量積模型變換在數學概念上是轉換，但在控制理論上確立了概念上的新方向，也奠定了有關最佳化的新研究方向。進一步有關張量積模型變換的理論層面說明可以參考控制理論中的張量積模型變換。
張量積模型變換也激發了「張量積函數的HOSVD正則形式」（HOSVD canonical form of TP functions）的定義，進一步的資料在以HOSVD為基礎的張量積函數及qLPV模型正規型式。已經確認張量積模型變換可以在數值形式重現高階奇異值分解基礎的正規型式。因此，可以將張量積模型變換視為是計算函數HOSVD的數值方法，若該函數存在張量積函數結構，可以找到其結構，不然，也可以找到近似解。
近來張量積模型變換已延伸到推導不同型式的凸張量積函數，並且進行對應的處理。此特點已為qLPV系統分析及設計提供了新的最佳化方式。

## 外部連結
- TP Tool – home page